# Marie-Denise Villers

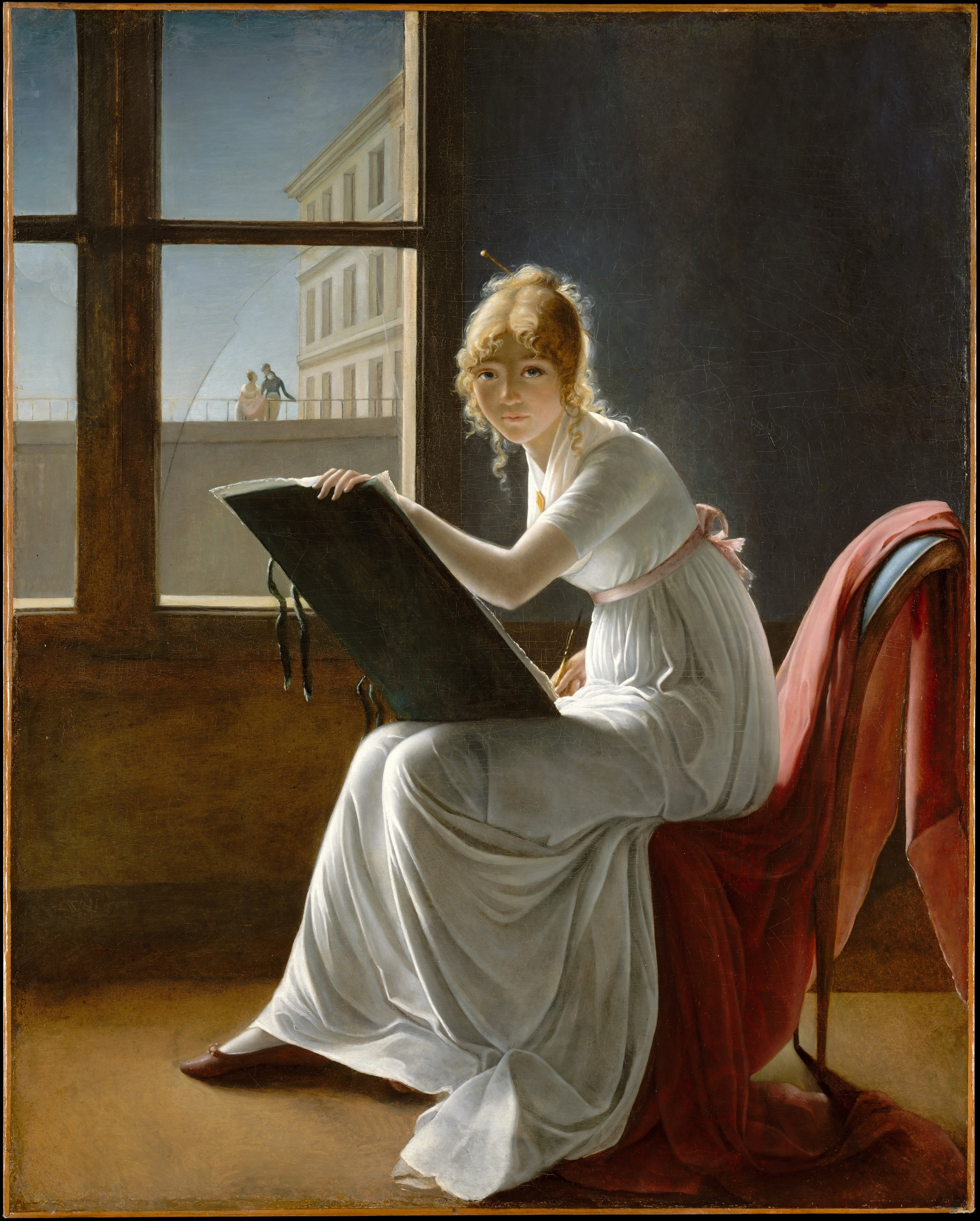
Marie-Denise Villers – "Ung kvinna som tecknar" (1801), Metropolitan Museum of Art, New York.

Marie-Denise Villers, ursprungligen Marie-Denise Lemoine, född 1774 i Paris, död 19 augusti 1821 i Paris, var en fransk konstnär. Hon målade i huvudsak porträtt. Villers var elev till Anne Louis Girodet-Trioson.